# Donald Rigazio
Donald Edmond Rigazio (* 3. Juli 1934 in Cambridge, Massachusetts) ist ein ehemaliger US-amerikanischer Eishockeytorwart.  

## Karriere
Donald Rigazio begann mit dem Eishockey als Jugendlicher in Kanada. Anschließend nahm er für die US-amerikanische Eishockeynationalmannschaft an den Weltmeisterschaften 1955, 1957 und 1958 sowie an den Olympischen Winterspielen 1956 in Cortina d’Ampezzo teil. Bei den Winterspielen 1956 gewann er mit seiner Mannschaft die Silbermedaille. Anschließend schloss sich der Torwart zur Saison 1958/59 den Indianapolis Chiefs aus der International Hockey League an, für die er sein Debüt im professionellen Eishockey gab. Bereits nach einem einzigen Einsatz wechselte er jedoch innerhalb der Liga zu den Louisville Rebels, bei denen er auf Anhieb überzeugen konnte und mit denen er in seinem Rookiejahr den Turner Cup gewann. Am Ende der Spielzeit erhielt er die James Norris Memorial Trophy als Torwart der IHL mit dem niedrigsten Gegentorschnitt. Die Saison 1959/60 verbrachte der ehemalige Nationalspieler bei den Cleveland Barons aus der American Hockey League, für die er jedoch nur in drei Spielen auflief, woraufhin er seine Karriere bereits im Alter von 26 Jahren beendete.

## Erfolge und Auszeichnungen
- 1959 Turner-Cup-Gewinn mit den Louisville Rebels
- 1959 James Norris Memorial Trophy
- 1959 IHL First All-Star Team

### International
- 1956 Silbermedaille bei den Olympischen Winterspielen